# Далекоисточна Република
Далекоисточна Република (позната и под именом Република Чита) била је совјетска република на руском Далеком истоку, која је постојала од априла 1920. до новембра 1922. године. Де факто је била сателитска држава Руске СФСР.

## Историјат
Далекоисточну Републику су формирали локални бољшевици након завршетка главнине великих операција у Руском грађанском рату. Њихов циљ је био да након повлачења јапанских окупационих снага из рејона Владивостока попуне насталу политичку празнину и докрајче остатке Колчакове Беле армије.
Седиште владе налазило се у граду Чити. Сама република формирана је два месеца након Колчакове погибије. Владимир Лењин је настојао да комунисти тамо још не дођу на власт зато да далеко снажнији Јапанци и Американци не би њихов долазак протумачили као провокацију и покренули нову офанзиву.
Чланови владе Далекоисточне Републике углавном су били умерени социјалисти, а нову владу је признало само неколико већих градова унутар државе. Остатак територије био је под контролом локалних команданата, који нису признавали ничији ауторитет.
Дана 11. новембра 1920. године, у Владивостоку је била формирана привремена уставотворна скупштина. Дана 27. априла 1921, усвојен је нови устав који је по садржају подсећао на Устав САД.
Маја 1921. године, остаци Беле армије извршили су државни удар уз помоћ јапанске војске, али нова влада није наишла на ширу подршку. Одласком јапанске војске из Приамурске регије у лето 1922. године, ову Републику су напустили и припадници и симпатизери Беле армије. Дана 25. октобра 1922, Црвена армија је ушла у Владивосток, чиме је грађански рат био званично завршен, а 15. новембра, Далекоисточна Република је интегрисана у састав Совјетске Русије.